# 本態性血小板血症
本態性血小板血症（ほんたいせい・けっしょうばんけっしょう、英名Essential thrombocythemia またはEssential thrombocytosis）とは、骨髄増殖性疾患の一つで造血幹細胞レベルの異常から主に血小板が著しく増加する血液疾患(骨髄増殖性腫瘍のひとつ)である。（ICD-10 D75.2, D47.3）
原発性血小板血症や特発性血小板増加症、血小板増多症あるいは単に血小板血症と呼ばれることもある。

## 概要
血液 (末梢血)中の血小板数が増加し、ほとんどの患者で60万個/µLを超え、100万個/µLを超えることも珍しくはない。時に200万個/µLを超えることもある。(基準値は15万から40万個/µL程度である。)さらに骨髄で血小板を産出する巨核球が著明に増加している。
白血球や赤血球も増加していることがあるが、増加していても血小板の増加ほどには著明ではない。
血液所見以外では脾腫（脾臓が腫れ大きくなること）が認められることが多い。
※末梢血とは血管の中を流れている通常の血液のことであり、骨髄中にプールされている血液や臍帯血などと区別するために末梢血と呼ぶ。通常行われる腕から採血する血液検査は末梢血の検査である。

## 症状
末梢血中の血小板が増加することにより痛み・痺れ等の血栓症の症状、あるいは逆に血小板の機能の異常や凝固因子の欠乏により紫斑や鼻血などの易出血症状が出ることもあり、なかでも頭痛を訴える患者は比較的多い。他には倦怠感・めまい・耳鳴・視覚異常・先端紅痛症などが見られることがある。
しかし著しい血小板の増加にもかかわらず無症状のことも多く、健康診断や他の疾患の検査等で見つかることが多い。
特徴的な症状ではないが、脾腫による左わき腹の違和感・痛みを訴える患者もいる。

## 原因
造血幹細胞レベルでの遺伝子の後天的な変異と考えられているが、決定的な原因は特定されていない。
半数の患者では多能性造血幹細胞のクローン異常であるが、半数は多クローン増殖であり、巨核球の増殖が自律性のものか反応性のものかは不明である。また、およそ半数の患者でJAK2-V617F変異遺伝子が見つかっているが半数では見られないことなどから本症が単一の疾患であるかどうかも確定していない。

2013年に2つのグループから、JAK2変異およびトロンボポエチン受容体変異を持たない本態性血小板血症／骨髄線維症の患者の主たる遺伝子異常としてカルレティキュリンの変異が報告された。変異は単一ではなく、DNA欠失や数塩基の挿入であったが、すべての変異でフレームシフトを起こすため、蛋白のN末端は機能せず、粗面小胞体の異常の原因となっていた。

## 検査
血液検査において血小板の著明な増加と血小板増加を伴う他疾患の鑑別ができれば本症であると推定できるが、骨髄における巨核球の著明な増加が本症の本体であり診断の確定には骨髄検査が必須である。
また、慢性骨髄性白血病(CML)との鑑別のためやJAK2V617F変異遺伝子の存在の有無を確認するために遺伝子検査(末梢血もしくは骨髄)もおこなわれることが多い。
脾腫を確認するために超音波検査もしくはCT検査がおこなわれることもある。
診断確定後も経過を見る必要があるため定期的な血液検査は欠かせない。

## 病理組織学的所見
末梢血では血小板数の増加に加え、大きさ、形状に異常がある血小板がみられることがあり、巨大血小板や異常な凝集もみられることがあるが、芽球（blast）が現れることはない。
骨髄では過形成状態であることが多いが各成熟段階の細胞は保たれており、明かな芽球(blast)の増加はみられない。骨髄において巨核球の数が著しく増加するのに加え、大型や異型の巨核球が見られることが多い。

## 疫学
発症率は研究機関によって異なるが人口10万人当たり1から2.5人程度とされる。
若年層には少なく60歳代に向けて発症率は増加するが、30歳代前後の女性にも発症率のピークがあり、そのため50歳以上での発症には性差は少ないが、50歳未満の発症は女性の方が多い。

## 診断基準
2008年WHOによる診断基準
(1)血小板数が45万/µL以上
(2)大きく成熟した巨核芽球の増生がある一方、骨髄球系、赤芽球系の増生はほとんど認めない
(3)除外基準
1.真性多血症の所見がない
循環赤血球量正常。あるいはHb(ヘモグロビン)が18.5g/dL以下（男性）または16.5g/dL以下（女性）。骨髄鉄染色標本で鉄を認める。あるいは血清フェリチン正常またはMCV正常。
2.慢性骨髄性白血病の所見がない
フィラデルフィア染色体陰性。BCR-ABL融合遺伝子陰性。
3.骨髄線維症の所見がない
骨髄生検で骨髄線維化を認めない。
4.骨髄異形成症候群の所見がない
染色体異常を認めない（5q-、t(3;3)、inv(3)）。
(4)JAK2V617F遺伝子変異か他のクローナル異常が示されている。もしくは二次性血小板血症の根拠を認めない。

## 鑑別
本態性血小板血症と同様に血小板が増加する疾患と鑑別を述べる。
- 慢性骨髄性白血病

同じ骨髄増殖性疾患に分類される病気で顆粒球系白血球の増加が著明である。遺伝子の転座によりbcr/abl融合遺伝子が形成されることによって発症する。本態性血小板血症とはbcr/abl融合遺伝子の有無、NAPスコアで鑑別される。
- 真性多血症

同じ骨髄増殖性疾患に分類される病気で赤血球が著明に増加する。ほとんどの患者でV617F変異JAK2遺伝子が見つかっている。本態性血小板血症患者でもほぼ半数にV617F変異JAK2遺伝子が見つかり関連の深い疾患である。
本態性血小板血症とは主に増加している血球で鑑別されるが、真性多血症では血小板も増加していることが多く、本態性血小板血症と真性多血症のどちらであるか鑑別が困難な症例も存在する。
- 二次性血小板増加症

出血、脾臓摘出、感染症、鉄欠乏性貧血、一部の免疫性疾患、一部の癌、一部の薬物などで二次的に血小板が増加することがあるが本態性血小板血症ほどの著しい増加はせず、原因が特定され、また原因の疾患が治癒されれば正常値に戻る点で異なる。二次性血小板増加症では血小板数が100万/µL以上になることは稀である。

## 治療
主に血栓症のリスクで治療手段は異なる。
- 低リスク群（40歳以下、かつ血栓症・出血症状の既往がない、かつ血小板数150万/µL以下）[21]

投薬は行わず、経過観察を行うことが多い。
- 中リスク群（低リスク群および高リスク群に該当しない群）

患者ごとに考慮されるが、低用量アスピリン（アセチルサリチル酸）などの抗血小板剤を投与することが多い。
- 高リスク群（1.60歳以上、2.血栓症・出血症状の既往がある、3.特に血小板数が多い（150万/µL以上）のどれか一つ以上に該当する。）[21]

血小板数を減らす為、ヒドロキシカルバミド（ヒドロキシウレア、商品名:ハイドレア）、ラニムスチン(商品名:サイメリン)、アナグレリド(商品名:アグリリン)を投与する。
抗血小板剤が併用されることも多い。
注1、アメリカなどではアナグレリド塩酸塩が使われることが多い。2014年9月、日本でもアナグレリドが承認された。
注2、アスピリン(アセチルサリチル酸）は低用量（81〜100mg/day程度）で使用した場合のみ抗血小板作用が現れる。解熱・鎮痛等抗炎症薬として使われるほどの量（500mg/day〜）では抗血小板作用は現れず逆効果になることもある（アスピリン・ジレンマ）
注3、特に血小板の特に多い患者では易出血傾向も出ることが多く、血栓症と易出血症状のそれぞれに注意が必要である。特にアスピリンなどの抗血小板剤を服用する場合は易出血傾向にさらなる注意が必要である。

## 予後
主に血栓症リスクによる。
治療によって血栓症リスクが適切にコントロールされていれば予後は概ね良好であり、10年生存率はおおよそ70%であり、多くの場合健康な人と同様な経過を送るが、コントロールをしない高リスク群の未治療経過では(早い話が60歳以上だったり、過去にも血栓症をおこしたのに治療を受けずに放っとくと)命に関わる重篤な血栓症を起こす可能性は高い。
確率的には低いが急性白血病や骨髄線維症に移行することがあり、その場合には予後不良である。

## 妊娠について
本態性血小板血症患者の妊娠例は数が少ないが、ほとんどの例で妊娠中には血小板数が顕著に低下し、正常値になった例も報告されている。ただし出産後には速やかに血小板数は増加する。しかし、妊娠中にも血小板数が減少しなかった例もある。
本態性血小板血症患者の妊娠例のおよそ6割強が無事に出産しているか、あるいは早産で生児を得ているが、4割弱は流産・死産になっている。健康女性のおよそ3倍程度の流産・死産率である。出産にあたって血栓症および出血に対して適切な構えをしていれば、母体が重篤なことになる確率は低く、その確率は健康女性とほぼ同じである。
低容量アスピリンは副作用も少なく妊娠時にも使用が可能であり、無事に生児を得られる確率が明らかに高くなるため使用されることが多い。また、血小板を減らすためにインターフェロンの投与を考慮されることもあるが副作用もあり、インターフェロンについては考え方は一様ではない。
妊娠を希望する場合および授乳を希望する場合にはヒドロキシカルバミド (商品名ハイドレア)は禁忌である。

## JAK2V617F変異遺伝子について
正常な造血細胞は、外部からの適切なコントロールによるエリスロポエチンなどのサイトカイン・ホルモンが受容体に結びつくことによるシグナル伝達で増殖を始めるが、エリスロポエチン受容体のシグナル伝達に必要な酵素にJAK2キナーゼがある。このJAK2キナーゼがJAK2遺伝子変異によりV617F変異すると、シグナルがない状態でもシグナル伝達があったかのように細胞は増殖するようになる。この変異をもたらすJAK2V617F変異遺伝子は真性多血症では95%に見られるが本態性血小板血症患者の約半数でも見られる。本態性血小板血症のうちJAK2V617F変異遺伝子陽性症例では赤血球が増加していることが多く、真性多血症の性格を有しやすく静脈血栓症の発症率が高い。真性多血症とJAK2V617F変異遺伝子陽性の本態性血小板血症ではJAK2V617F変異遺伝子の発現量の違いで病型が分かれている可能性があり、本態性血小板血症から真性多血症への移行が起こりやすく、両者は本質的には同一の疾患の可能性がある。しかし、JAK2V617F変異遺伝子だけですべてが説明できる訳でなく、状況では複雑である。2008年のWHOによる診断基準でJAK2V617F変異遺伝子が認められると骨髄増殖性疾患と認められ、真性多血症などとの鑑別が付けば本態性血小板血症と診断されるようになった。しかし、JAK2V617F変異遺伝子が認められなくても骨髄増殖性疾患の特徴を持つ本態性血小板血症患者も存在し、JAK2V617F変異遺伝子は診断の十分条件ではあっても、必要条件とはなっていない。

## ETと血管イベントについて最新の知見
本態性血小板血症患者において、従来、血液の凝固に関わる血小板数が多ければ血栓症のリスクが高いと思われていたが、近年、ETにおいて血小板数の増加は血栓症リスクとの相関はなく、むしろ易出血傾向をもたらすことが多いと判明してきた。これは多すぎる血小板のために主要な凝固因子であるvon willebrand因子が消費されて減少し後天性von willebrand病状態になるからだと考えられている。この場合、治療によって血小板数が減少すると返って易出血傾向が改善されることが分かっている。
また、血栓症リスクについて従来の概念と違い白血球数が大きく相関していると考えられ始めている。近年(2007-2008)の報告(Carobbio他によるET患者439名、Hsiao他によるET患者53名の解析)によれば、ETにおける血栓症発症では白血球数が多い症例で明らかに血栓症の発症が多く、必ずしも血小板数の増加には相関はしていない。これらの報告では血栓症リスクが高いのはJAK2遺伝子変異陽性と白血球数増加、血小板数低値（100万/µL以下）であると結論されている。そのことから、ヒドロキシカルバミドが血栓症の減少に有意な効果があるのは血小板数よりも白血球数のコントロールによるものだとの見解も出ている。今後はET患者の血栓症リスクの評価には白血球数が重要と考えられるようになると思われる。